# Deutsche Poolbillard-Meisterschaft 2005 (Ladies)
Die Deutsche Poolbillard-Meisterschaft 2005 war die fünfte Austragung zur Ermittlung der nationalen Meistertitel der Ladies (Ü-40-Seniorinnen) in der Billardvariante Poolbillard. Sie wurde im Rahmen der Deutschen Billard-Meisterschaft in der Wandelhalle in Bad Wildungen ausgetragen.
Es wurden die Deutschen Meisterinnen in den Disziplinen 14/1 endlos, 8-Ball, 9-Ball und 8-Ball-Pokal ermittelt.

## Medaillengewinner
| Disziplin    | Gold                                 | Silber                             | Bronze                                 | Bronze                           |
| ------------ | ------------------------------------ | ---------------------------------- | -------------------------------------- | -------------------------------- |
| 14/1 endlos  | Illa Weberstetter (BSC Ingolstadt)   | Klara Lensing (PBC Kelze Ente)     | Petra Hoffmann (Cinema BC Wuppertal)   | Cornelia Pauritsch (PBC Hellweg) |
| 8-Ball       | Petra Hoffmann (Cinema BC Wuppertal) | Klara Lensing (PBC Kelze Ente)     | Illa Weberstetter (BSC Ingolstadt)     | Karin Bogs (BF Duisburg 02)      |
| 9-Ball       | Andrea Kroll (PBC Karben)            | Karin Bogs (BF Duisburg 02)        | Klara Lensing (PBC Kelze Ente)         | Cornelia Pauritsch (PBC Hellweg) |
| 8-Ball-Pokal | Klara Lensing (PBC Kelze Ente)       | Illa Weberstetter (BSC Ingolstadt) | Brigitte Ganze (PBC Schwarze 8 Berlin) | Cornelia Pauritsch (PBC Hellweg) |

## Wettbewerbe

### 14/1 endlos
| Platz | Spieler            | Verein                |
| ----- | ------------------ | --------------------- |
| 1     | Illa Weberstetter  | BSC Ingolstadt        |
| 2     | Klara Lensing      | PBC Kelze Ente        |
| 3     | Petra Hoffmann     | Cinema BC Wuppertal   |
| 3     | Cornelia Pauritsch | PBC Hellweg           |
| 5     | Silvia Althaus     | PBC Karben            |
| 5     | Karin Bogs         | BF Duisburg 02        |
| 7     | Doris Raffel       | BF Duisburg 02        |
| 7     | Brigitte Ganze     | PBC Schwarze 8 Berlin |
| 9     | Inge Giesen        | PBC Jägersburg        |
| 9     | Claudia König      | BC Colours Benrath    |
| 9     | Heike Zippmann     | PBC Schwarze 8 Berlin |
| 9     | Ursula Stüven      | 1. BC Mölln           |
| 13    | Jutta Herdle       | BSF Kurpfalz          |
| 13    | Ursula Jansen      | Joker Geldern         |
| 13    | Gudrun Temme       | Lauenförde            |
| 13    | Corina Freitag     | PBC Büttelborn        |

### 8-Ball
| Platz | Spieler               | Verein                |
| ----- | --------------------- | --------------------- |
| 1     | Petra Hoffmann        | Cinema BC Wuppertal   |
| 2     | Klara Lensing         | PBC Kelze Ente        |
| 3     | Illa Weberstetter     | BSC Ingolstadt        |
| 3     | Karin Bogs            | BF Duisburg 02        |
| 5     | Cornelia Pauritsch    | PBC Hellweg           |
| 5     | Irene Fehr            | PBC Primus Eschweiler |
| 7     | Gabriele Berg         | SC Dingolfing         |
| 7     | Silvia Althaus        | PBC Karben            |
| 9     | Ursula Stüven         | 1. BC Mölln           |
| 9     | Brigitte Ganze        | PBC Schwarze 8 Berlin |
| 9     | Heike Zippmann        | PBC Schwarze 8 Berlin |
| 9     | Corina Freitag        | PBC Büttelborn        |
| 13    | Ursula Jansen         | Joker Geldern         |
| 13    | Inge Giesen           | PBC Jägersburg        |
| 13    | Leslie Carol          | Celle                 |
| 13    | Karin Rensch-Boschert | BSF Wiesloch          |

### 9-Ball
| Platz | Spieler            | Verein                |
| ----- | ------------------ | --------------------- |
| 1     | Andrea Kroll       | PBC Karben            |
| 2     | Karin Bogs         | BF Duisburg 02        |
| 3     | Klara Lensing      | PBC Kelze Ente        |
| 3     | Cornelia Pauritsch | PBC Hellweg           |
| 5     | Illa Weberstetter  | BSC Ingolstadt        |
| 5     | Silvia Althaus     | PBC Karben            |
| 7     | Ursula Jansen      | Joker Geldern         |
| 7     | Petra Hoffmann     | Cinema BC Wuppertal   |
| 9     | Brigitte Ganze     | PBC Schwarze 8 Berlin |
| 9     | Gabriele Berg      | SC Dingolfing         |
| 9     | Claudia König      | BC Colours Benrath    |
| 9     | Ursula Stüven      | 1. BC Mölln           |
| 13    | Heike Spiller      | BF Weinheim-Viernheim |
| 13    | Barbara Schacknat  | Jump Hannover         |
| 13    | Romy Ebersoldt     | BC Bexbach 98         |
| 13    | Annemarie Stöger   | SC Dingolfing         |